# Муслюмовское сельское поселение (Татарстан)
Муслюмовское се́льское поселе́ние (тат. Мөслим авыл җирлеге, Möslim awıl cirlege) — муниципальное образование в Муслюмовском районе Татарстана Российской Федерации.
Административный центр — село Муслюмово.

## История
Статус и границы сельского поселения установлены Законом Республики Татарстан от 31 января 2005 года № 30-ЗРТ «Об установлении границ территорий и статусе муниципального образования "Муслюмовский муниципальный район" и муниципальных образований в его составе».

## Население
| 2010  | 2011  | 2012  | 2013  | 2014  | 2015  | 2016  |
| ----- | ----- | ----- | ----- | ----- | ----- | ----- |
| 7542  | ↘7520 | ↘7514 | ↗7608 | ↗7662 | ↘7648 | ↗7663 |
| 2017  | 2018  |       |       |       |       |       |
| ↗7667 | ↘7655 |       |       |       |       |       |

## Состав сельского поселения
| № | Населённый пункт | Тип населённого пункта       | Население |
| - | ---------------- | ---------------------------- | --------- |
| 1 | Катмыш           | деревня                      |           |
| 2 | Муслюмово        | село, административный центр | ↗8043     |